# Качающийся факториал

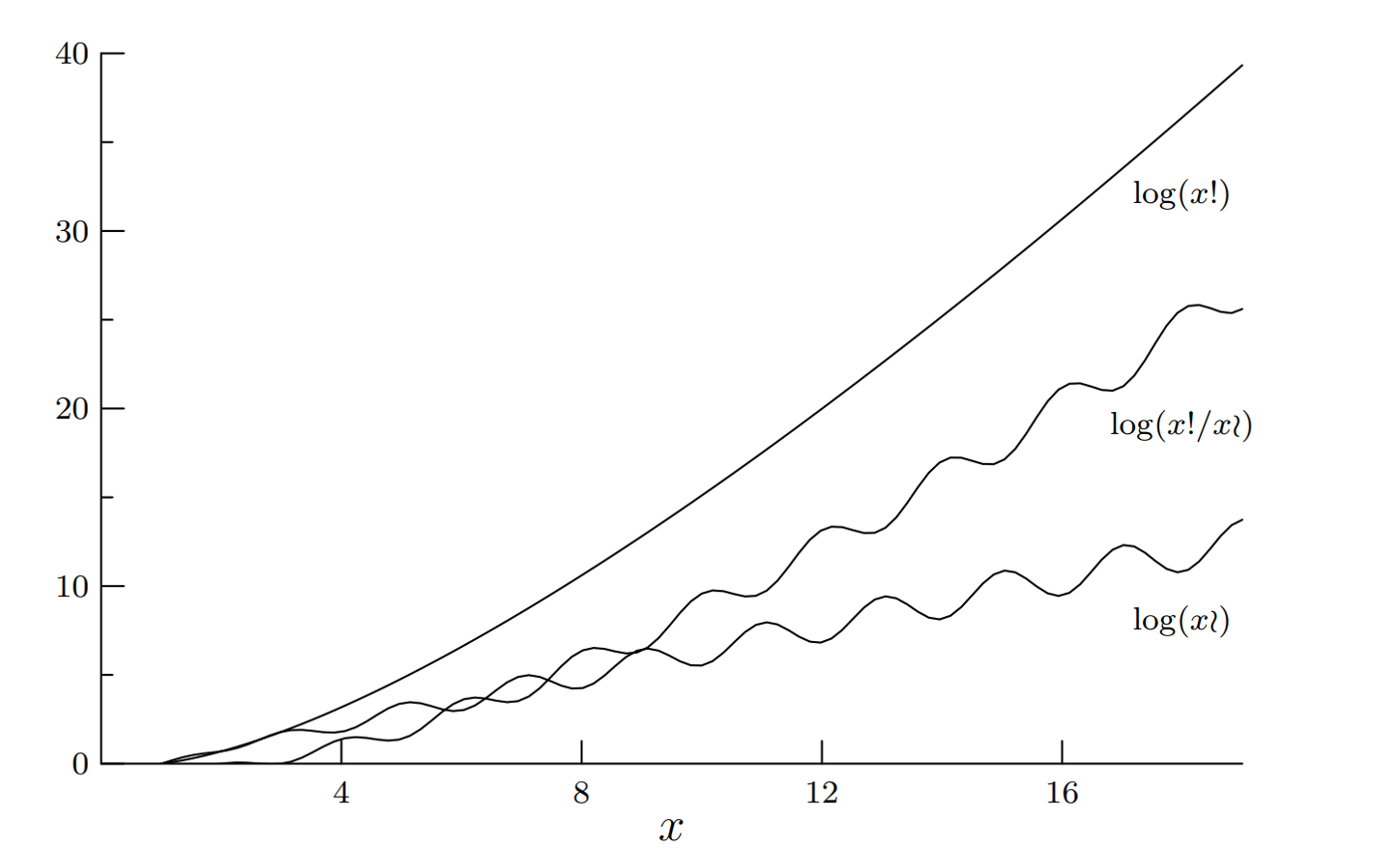
График функции качающегося факториала на логарифмической шкале

Качающийся факториал (англ. swinging factorial) — функция, определённая на множестве неотрицательных целых чисел {\displaystyle \mathbb {Z} ^{+}}. Обозначается {\displaystyle n\wr }, произносится эн качающийся факториа́л.
Качающийся факториал натурального числа {\displaystyle n} определяется следующей формулой:
{\displaystyle n\wr ={\frac {n!}{\left\lfloor {\frac {n}{2}}\right\rfloor !^{2}}}={\frac {\prod _{i=1}^{n}i}{\left\lfloor \prod _{i=1}^{\frac {n}{2}}i\right\rfloor ^{2}}}}
Данная дробь всегда будет целым числом по простой причине — она кратна биномиальному коэффициенту {\displaystyle {\binom {n}{\left\lfloor {\frac {n}{2}}\right\rfloor }}}, который равен в точности {\displaystyle {\frac {n!}{\left\lfloor {\frac {n}{2}}\right\rfloor !\cdot \left\lceil {\frac {n}{2}}\right\rceil !}}}.
Из первой формулы можем получить новое определение факториала натурального числа {\displaystyle n}:
{\displaystyle n!=n\wr \lfloor n/2\rfloor !^{2}}
Качающийся факториал назван именно так из-за его графика функции, напоминающий функцию качения.

## Разложение на простые множители
Пусть {\displaystyle {\mathcal {P}}_{p}(n\wr )} — степень простого числа {\displaystyle p} в примарном разложении качающегося факториала, тогда будет справедлива следующая формула:
{\displaystyle {\mathcal {P}}_{p}(n\wr )=\sum _{i\geq 1}\left\lfloor {\frac {n}{p^{i}}}\right\rfloor \mod {2}}

## Последовательность качающегося факториала в OEIS
Последовательность качающегося факториала в Онлайн-Энциклопедии целочисленных последовательностей указана под кодировкой A056040.
Ниже приведены первые 10 значений функции качающегося факториала:
| {\displaystyle n}     | 0 | 1 | 2 | 3 | 4 | 5  | 6  | 7   | 8  | 9   | 10  | 11   | 12  | 13    | 14   | 15    | 16    | 17     | 18    | 19     | 20     | 21      | 22     | 23       | 24      |
| --------------------- | - | - | - | - | - | -- | -- | --- | -- | --- | --- | ---- | --- | ----- | ---- | ----- | ----- | ------ | ----- | ------ | ------ | ------- | ------ | -------- | ------- |
| {\displaystyle n\wr } | 1 | 1 | 2 | 6 | 6 | 30 | 20 | 140 | 70 | 630 | 252 | 2772 | 924 | 12012 | 3432 | 51480 | 12870 | 218790 | 48620 | 923780 | 124756 | 3879876 | 705432 | 16224936 | 2704156 |

## Список литературы
1. ↑  Peter Luschny. A new kind of factorial function (англ.). Архивировано 20 марта 2022 года.
2. ↑  A056040 - OEIS. oeis.org. Дата обращения: 29 мая 2020. Архивировано 4 мая 2020 года.